# Калугерово (Пазарджикская область)
Калугерово (болг. Калугерово) — село в Болгарии. Находится в Пазарджикской области, входит в общину Лесичово. Население составляет 1267 человек.

## Политическая ситуация
В местном кметстве Калугерово, в состав которого входит Калугерово, должность кмета (старосты) исполняет Сергей Георгиев Вачев (Болгарская социалистическая партия (БСП)) по результатам выборов правления кметства.
Кмет (мэр) общины Лесичово — Иван Ангелов Стоев (коалиция в составе 2 партий: Граждане за европейское развитие Болгарии (ГЕРБ), Союз демократических сил (СДС)) по результатам выборов в правление общины.